# Gentōsha
Gentōsha Inc. (株式会社幻冬舎?, Kabushiki-gaisha Gentōsha) è una casa editrice giapponese, con sede a Shibuya, Tokyo.
Pubblica principalmente riviste di vario genere, fra cui mensili di manga come il mensile Comic Birz (che include Hetalia), le rivista di web comic GENZO, SPICA, Comic MAGNA, le riviste di letteratura Lynx e papyrus, e la rivista di economia GOETHE.

## Pubblicazioni
- Comic Birz
- Comic MAGNA
- GENZO
- GOETHE
- Lynx
- Papyrus
- SPICA